# Eva Bagge
Eva Bagge, född 15 december 1871 i Stockholm, död 6 november 1964 i Stockholm, var en svensk bildkonstnär, som målade bland annat interiörer och porträtt.

## Biografi
Eva Bagge var dotter till föreståndaren för Riksbankens sedeltryckeri Per Olof Bagge och Henrica Ottiliana von Fieandt samt kusin med Elisabeth Bagge.
1892–1895 studerade Bagge vid Konstakademien i Stockholm för bland annat Georg von Rosen och Gustaf Cederström. 1894–1895 var hon även elev på Konstnärsförbundets skola. Hon gjorde en studieresa till Rom 1896 och därifrån till Paris 1897. Sommaren samma år tillbringade hon i Bretagne. Därefter, under vintern, studerade hon vid Académie Colarossi i Paris. Bagge återvände till Sverige 1898.
Hon företog även ett flertal studieresor senare; däribland i Sydtyskland och Italien (1903–1904), Nederländerna och Sydfrankrike (1906), Sydfrankrike (1909) och Italien (1921–1923).
Eva Bagge är begravd på Norra begravningsplatsen utanför Stockholm.

### Konstnärsgärning
Bagges måleri kan beskrivas som starkt tidsbetonat, till väsentlig del bestämd av den grundläggande utbildning hon fick i 1880-talsrealismens lärosatser. Samtidigt kan en förmåga till förnyelse i hög grad skönjas där den gamla formen fylls av djup och medlevande. Studiet av livet och naturen satte hon framför allt annat. Utöver påverkan från franskt 1880-tal kan även drag från 1600-talets holländare, Chardin och tidigt franskt och danskt 1800-tal urskiljas. Hennes konst pekade dock även framåt med bildförenkling och koncentration i samlad form, inte minst i de stämningsfyllda interiörerna. Bagge målade även porträtt och landskap.
Genombrottet som konstnär kom i samband med hennes första separatutställning på Gösta Stenmans Galleri i Stockholm 1941. Hon var då i 70-årsåldern.
Eva Bagge är representerad på Nationalmuseum, Göteborgs konstmuseum, Moderna museet, Västergötlands museum, Malmö konstmuseum, Norrköpings Konstmuseum, Eskilstuna konstmuseum, Gävle museum, Östersunds museum och Gripsholms slotts samlingar.